# مانو سانشيز
مانو سانشيز (25 يناير 1979 بفوينخيرولا في إسبانيا - ) (بالإسبانية: Antonio Manuel 'Manu' Sánchez Gómez) هو لاعب كرة قدم إسباني في مركز الوسط. شارك مع منتخب إسبانيا تحت 17 سنة لكرة القدم ومنتخب إسبانيا تحت 18 سنة لكرة القدم. أما مع النوادي، فقد لعب مع ريال مدريد ج وريال مدريد كاستيا ونادي إيركوليس ونادي مالقا ونادي أنتيقرة.

## وصلات خارجية
- مانو سانشيز على موقع قاعدة بيانات كرة القدم.إي يو (الإنجليزية)
- مانو سانشيز على موقع Soccerway.com (الإنجليزية)